# Asociación de Defensa Católica
La Asociación de Defensa Católica (en inglés: Catholic Defence Association) fue una organización fundada en 1851 por William Keogh, John Sadleir y George Henry Moore para defender los derechos de los granjeros terratenientes irlandeses católicos.

## Otros usos
Fue utilizado al parecer como un nombre tapadera para operaciones del Ejército Irlandés de Liberación Nacional (INLA) durante el conflicto en Irlanda del Norte.
- Datos: Q5053146